# Magic English
Disney’s Magic English — мультипликационный телекурс английского языка для детей, созданный телеканалом Disney как способ преподавания английского в качестве второго языка. Цель телекурса — научить детей английскому языку с помощью отрывков из классических фильмов корпорации The Walt Disney Company, а также короткометражных фильмов (на языке оригинала) режиссёра Лорана Вильвьея (Laurent Villevieille). Сериал полностью на английском языке, распространяется во многих неанглоязычных странах мира.

## В Европе
В 1998 году в Италии курс первоначально распространялся в газетных киосках на 32 VHS-кассетах компанией DeAgostini Junior. Продолжительность каждой серии составляла около 30 минут. К видеокассете был приложен словарь с аудиокассетой, включая несколько тематических карточек.
В 2004 и 2006 годах сериал был перезапущен на DVD компанией DeAgostini Junior. В этом издании, благодаря возможностям цифрового формата DVD-Video, в дополнение к эпизодам были добавлены интерактивные игры.
С 2003 года сериал Magic English также транслируется по телевидению на платных каналах Disney Channel и Playhouse Disney (ныне Disney Junior), а также на бесплатном канале Rai 2.

## Эпизоды
1. Hello
2. Family
3. Friends
4. Happy houses
5. Animal friends
6. It’s delicious
7. Happy birthday
8. Tick tock time
9. Night and day
10. Let’s play
11. Numbers
12. At home
13. My body
14. Party time
15. Cooking
16. The forest
17. The sea
18. Let’s travel
19. Colours
20. Wild animals
21. Funny faces
22. Country life
23. Music
24. Mountains
25. Changing seasons
26. Fairyland
27. The city
28. Wild west
29. Everyday life
30. Big and small
31. Faraway places
32. Villains[9]